# Мур, Ричард (дипломат)
Ричард Питер Мур (англ. Richard Peter Moore; род. 9 мая 1963, Триполи) — британский сотрудник спецслужб, глава МИ-6 (с 2020). Ранее был послом Великобритании в Турции (2014—2018) и генеральным директором по политическим вопросам в Министерстве иностранных дел и международного развития (2018—2020).

## Биография
Учился в Колледже Святого Георгия в Вейбридже, независимой школе в графстве Суррей. Получил степень бакалавра по специальности «Философия, политика и экономика» в оксфордском Вустер-колледже. Выиграл стипендию Кеннеди для обучения в Школе государственного управления им. Кеннеди Гарвардского университета. В 2007 году принял участие в Стэнфордской программе для руководителей.

## Карьера
В 1988—2005 годах находился в заграничных командировках в ряде стран, в том числе во Вьетнаме, Турции, Пакистане, Иране и Малайзии.
В 2005—2014 годах занимал ряд руководящих должностей в министерстве иностранных дел Соединённого Королевства.
В 2014—2018 годах — посол Соединённого Королевства в Турции.
В октябре 2020 года возглавил МИ-6.

## Личная жизнь
Родился в Триполи, Ливия. В 1985 году женился на Маргарет Мартин с которой у него родились сын и дочь.
Свободно говорит на турецком языке.

## Мнения
ЛГБТ
В феврале 2021 года публично извинился перед офицерами МИ-6, которые были уволены из агентства в связи с запретом на использование ЛГБТ-сотрудников, действовавшим до 1991 года, и назвал эту политику «неправильной, несправедливой и дискриминационной».
Война на Украине
Считает вторжение России в Украину самым вопиющим неприкрытым актом агрессии в Европе со времен Второй мировой войны. Назвал крупнейшим провалом неудачу России в достижении своих первоначальных целей — убрать президента Украины, захватить Киев и посеять раздор на Западе. В июле 2023 года призвал россиян, выступающих против войны и политики Путина, «объединить усилия», чтобы положить конец кровопролитию.

## Награды
- Кавалер Ордена Святого Михаила и Святого Георгия (с 31 декабря 2016) года за заслуги перед британо-турецкими отношениями[10].